# Pressekort
 Denne artikel omhandler overvejende eller alene danske forhold. Hjælp gerne med at gøre artiklen mere almen.
Et pressekort er et identifikationskort, der udstedes til personer, hvis hovederhverv er journalistisk formidling. Det er forebeholdt journalister, fotojournalister/pressefotografer og tv-fotografer.  
Pressekortet giver adgang bag politiets afspærringer jf.  Rigspolitichefens ”Kundgørelse II nr. 7” af 15. april 1998. Pressekortet bruges som legitimation ved pressemøder og offentlige begivenheder. 
I de fleste tilfælde kræves det, at indehaveren i forvejen er presseakkrediteret.  

## Pressekortet fra Danmark
I Danmark findes flere organisationer og fagforbund, som udsteder pressekort. Langt det ældste er Dansk Presseforbund. Udformningen af kortet er afhængigt af udstederen. 
Det skal være i plast og måle 85 x 55 mm. Øverst skal stå PRESSE i blåt eller rødt. Nederst i højre hjørne skal der være et hologram med et paragraftegn. Der skal stå medlemsnummer.

### Pressekortudstedere
Følgende organisationer udsteder pressekort:
- Dansk Presseforbund (DP) Stiftet 1927
- Danske Dagblades Forening (DDF)
- Dansk Journalistforbund (DJ)  Stiftet 1961
- Mediegruppen under Grafisk Forbund

Kortet blev indført i begyndelsen af 1900-tallet og blev udstedt af Dansk Presseforbund. I 1961 kom Dansk Journalistforbund til. Det har været medlemskort, men i dag kan fx  Dansk Magisterforening, Dansk Forfatterforening og Danmarks Jurist- og Økonomforbund udstede kort.
Ved større begivenheder som konferencer og topmøder kan der udstedes midlertidige pressekort, så arrangøren kan føre kontrol med, om de tilstedeværende journalister er akkrediteret.